# Parentifizierung
Parentifizierung oder Parentifikation (lateinisch parentes „Eltern“, facere „machen“) ist ein Begriff aus der Familientherapie, mit dem zumeist eine Umkehr der sozialen Rollen zwischen Elternteilen und ihrem Kind bezeichnet wird. Eine Parentifizierung in diesem Sinne findet statt, wenn sich das Kind aufgefordert und/oder verpflichtet fühlt, seinerseits die nicht-kindgerechte, überfordernde und seine weitere Entwicklung blockierende „Eltern-Funktion“ gegenüber einem oder beiden Elternteil(en) wahrzunehmen. 
Im Rahmen familientheoretischer Überlegungen bedeutet eine solche Rollenumkehr eine Störung der familiären Hierarchie und der Generationsgrenzen. Die Auswirkung einer derart verzerrten Familienstruktur auf die weitere Entwicklung des parentifizierten Kindes wird vor allem von Seiten der strukturellen Familientherapie als schädigend beurteilt.

## Ursprung und Entwicklung des Begriffs
Die Erstbeschreibung der Psychodynamik einer Parentifizierung geht auf den ungarischen Psychotherapeuten Iván Böszörményi-Nagy (1965) zurück. Er definierte den Begriff neutral als zeitweilige oder dauerhafte subjektive Verzerrung einer Beziehung, in der sich entgegen der objektiven Situation eine Eltern-Kind Beziehung eingestellt habe. Dies kann sowohl innerhalb von Erwachsenenbeziehungen geschehen, als auch in völliger Umkehr des natürlichen Generationsverhältnisses im Eltern-Kindverhältnis. In Erwachsenenbeziehungen kann eine solche Rollenverteilung stabilisierend wirken. Die Auswirkungen einer solchen Umkehr für einen Heranwachsenden können je nach Umstand entwicklungsfördernd oder nachhaltig entwicklungsschädigend sein.
In der Einschätzung der Schädlichkeit der Parentifizierung unterscheidet sich der kontextuelle 
Ansatz Iván Böszörményi-Nagys von der strukturellen Familientherapie. Ist ein generationsübergreifendes Gerechtigkeitsempfinden Grundlage der Parentifizierungsdynamik (Böszörményi-Nagy, Spark, 1973), so kann nur im konkreten Kontext Schaden und Nutzen solcher Rollenverschiebungen beurteilt werden. Entscheidend sei hier die familiäre Wertschätzung der Kompensationsleistung in Form von „Verdienstkonten“: „Parentifikation wirkt sich nur dort pathogen aus, wo sie im Rahmen des familiären Wertsystems nicht anerkannt wird.“ Der Schwerpunkt einer strukturellen Therapie liegt dementgegen auf der Wahrung oder Wiederherstellung einer normativ verstandenen Familienstruktur. Es geht vorrangig darum, „die Generationsgrenzen zu konsolidieren“ und die Eltern „wieder in den Fahrersitz zu hieven.“ Parentifizierung ist hier prinzipiell Ausdruck eines zu behebenden strukturellen Defizits (Salvador Minuchin, 1974). 
Die neuere Forschung unterscheidet „adaptive“ und „destruktive“ Formen einer Parentifizierung. Ebenso wird hier eine „instrumentelle“ (ein Kind übernimmt Erwachsenenaufgaben) von einer „emotionalen“ Parentifizierung unterschieden. Letztere wird zugleich als die eher schädigendere Form beurteilt: es handelt sich hier um  Eltern, die „vom  Kind  im Sinne  eines  Partnerersatzes  in  unangemessener  Weise  Liebe  und  Zuneigung einfordern, sie in ihre persönlichen Probleme altersinadäquat einbeziehen oder sie als Friedensstifter in der Familie fungieren lassen.“

## Destruktive Parentifizierung
Im Falle der Parentifizierung verschwimmen hierarchische Grenzen innerhalb des Familiensystems. Es kommt beim Kind zu einer Überhöhung gegenüber Elternteil(en) per Delegation und/oder per selbst initiierter Überhöhung (des Kindes). Es sieht sich unbewusst und aufgrund der (meist ebenfalls unbewussten) Erwartungen, Handlungen und Forderungen jenem Elternteil gegenüber als (un-)entsprechend verantwortlich. Es gerät in eine Parentifizierungsdynamik, wenn es den Elternteil als bedürftig versteht, und es kann einerseits im Dienst der Familie, andererseits im Zeichen des eigenen Ehrgeizes jenem Elternteil gegenüber sich als überragend meinen (z. B. „kleiner Professor“). Transaktionsanalytiker gehen davon aus, dass die Entscheidung des Kindes zu Parentifizierung zu einem bestimmenden Element, einem Skript, seines „Lebensfahrplanes“ werden kann.

Parentifizierung der Tochter als Partnerersatz für ihren Vater

In einem gesunden Umfeld wird zwischen der Eltern- und Kindebene klar unterschieden. Damit muss sich das Kind um Aufgaben und Konflikte auf der Elternebene nicht kümmern, was entlastend für es wirkt. Eltern, die ihre Konflikte auf Elternebene unter sich selbst austragen, ersparen es dem eigenen Kind, Stellung beziehen und damit Loyalität (für den einen/gegen den anderen) wählen zu müssen. Es ist insofern zum Wohle des Kindes, wenn ihm gar nicht erst erlaubt wird, sich (auf Elternebene) einzumischen.
Auch wo ein Kind („nur“) als Partnerersatz (eines Elternteils) fungiert (siehe auch perverses Dreieck/Triangulierung), wird die Generationsgrenze verletzt und auch in so einem Fall wird von Parentifizierung gesprochen.

## Psychodynamik
Die klassische Variante der Parentifizierung (Delegation) kann als eine Bindungsstörung desjenigen Elternteils (welches an das Kind unbewusst „delegiert“) betrachtet werden. Dabei erwartet die elterliche Bezugsperson gewissermaßen, dass das Kind als verlässlich(er)es Bindungsobjekt zur Verfügung steht, wenn beispielsweise jener Elternteil selbst unter Parentifizierung leidet. Oder dessen Lebenssituation ist durch problematische Partnerschaften, Trennung und Scheidung, Selbstunsicherheit, Substanzmissbrauch, psychische Störungen oder Krankheiten erschwert. Aufgrund der Eigenproblematik des Elternteils kann das Kind überlastet sein oder der Elternteil wird von ihm als „bedürftig“ aufgefasst. 
Häufig kommt es zu einer Weitergabe der „vertauschten Rollen“ über nachfolgende Generationen, da dem parentifizierten Erwachsenen gewissermaßen innerliche Rückendeckung von demjenigen fehlt, dem gegenüber er sich parentifiziert zeigt, und er dazu tendiert, diese später nachholend bei seinem eigenen Kind zu suchen.
Parentifizierte Kinder können durch längerfristige Überforderung wichtige Aspekte ihrer eigenen Kindheit (wie z. B. Spontaneität, Lebhaftigkeit, Sorglosigkeit) aufgeben. Dadurch auftretende Defizite in ihrer emotionalen Entwicklung können zu vielgestaltigen und – in manchen Fällen – schwerwiegenden Problemen und Störungen führen. Diese Entwicklungsstörungen aus der Kindheit können sich bis ins Erwachsenenalter auswirken.

### Störung von Geben und Nehmen (Ausgleichsstörung) und Parentifizierung
Parentifizierung kann nicht nur aus einer Delegation durch Eltern erfolgen, sondern auch aus einem vom Kind missinterpretierten Ausgleichsbedürfnis gegenüber jenem „geschwächten“ Elternteil resultieren („Ausgleichsstörung“). Bert Hellinger dazu wie folgt: „Die Verletzung der Rangordnung zeigt sich in einer Familie vor allem dort, wo ein Kind etwas für seine Eltern übernehmen will, um sie zu retten. Wenn ein Kind wahrnimmt, dass einer seiner Eltern so krank wird, dass er sterben muss, oder dass es zum Beispiel seine Mutter in den Tod zieht oder sie sich umbringen will, sagt es in seinem Herzen: „Lieber ich als du.“ Mit diesem inneren Entschluss offenbart es eine tiefe Liebe. Zugleich erhebt es sich über seine Eltern.“ Jener kindliche Versuch der „Übernahme“ (einer Belastung eines Elternteils) kann als „Halten der Treue“ gegenüber Eltern verstanden werden (wonach das Kind unbewusst glaubt, dass es ihm nicht besser als seinen Eltern ergehen dürfe). Das Kind tendiert dazu, bedürftigen Eltern (zurück) zu geben (resp. eine Last abnehmen zu wollen) und sich um diese sorgend (evtl. aufopfernd) zu kümmern.

### Symptomatik
Im Fall einer milderen oder nur vorübergehenden Parentifizierung kann dies dem Kind zu erhöhtem Selbstwert, Eigenständigkeit und Verantwortungsgefühl verhelfen. In schweren Fällen können als Langzeitfolgen geringer Selbstwert, Ablösungs- und Identitätsprobleme, Depressionen bis hin zu Suizidtendenzen auftreten.

## Intervention
Für Kind und Eltern kann psychotherapeutische Hilfe indiziert sein. Sie ist auf Seiten der Eltern jedoch nur erfolgreich, wenn es diesen gelingt, die Verstrickung der Parentifizierung als symptomatisch zu erkennen und zum Wohle des Kindes (bei sich selbst) zu beginnen aufzulösen. Partnerrolle und Elternrolle und -aufgabe müssen bewusst differenziert werden und dürfen in keiner Weise dem Kind angetragen werden. 
Wird innerhalb eines Klienten-Helfer-Verhältnisses eine Parentifizierungstendenz reinszeniert (siehe auch Gegenübertragung), also vom Helfer die Position der „besseren Eltern“ gegenüber dem Klienten zu bedienen gesucht, ist dies kontraproduktiv, wenn es nicht erkannt und ausgeglichen wird.

### Dysfunktionale Stabilisierung im Erwachsenen
Noch problematischer ist eine Stabilisierung der Parentifizierungsdynamik im Erwachsenen(alter) und dann umso schwerer aufzulösen.